# Пикионис, Димитрис
Димитрис Пикионис (греч. Δημήτρης Πικιώνης, 1887, Пирей — 1968, Афины) — греческий архитектор.

## Биографические сведения
Димитрис Пикионис родился в 1887 году в Пирее, однако отец происходил с острова Хиоса. Изучал гражданское строительство в Техническом университете Афин. Впоследствии продолжил обучение в Париже, изучал живопись и архитектуру.
Его первый проект дома для семьи Мораити в Тзитзифисе, выполненный в период 1921—1923 гг. Это здание с мансардой и многими элементами, характерными для греческой народной архитектуры. В 1925 году он стал профессором Технического университета и опубликовал свою знаменитую статью под названием «Η λαϊκή τέχνη κι εμείς» (рус. Народное искусство и мы).
В 1932 году он построил начальную школу в Пефкакии и летний театр для Марики Котопули. В 1933 году он построил экспериментальную школу в Салониках. В 1949 году он строит дом-студию для скульптора Фрасоса Эфтимиадиса-Менегаки на улице Грипари, 1 в районе Ано Патисия.
В период 1951—1957 годов Димитрис Пикионис разработал план пешеходных зон в районе археологического участка Афинского акрополя — очень важную работу и ценную работу. В 1961—1964 годах он создал свои последние работы: детская площадка в Филофее — сочетание греческой и восточной традиции. В 1966 года он был избран членом Афинской академии.